# Crocidura fuscomurina
Crocidura fuscomurina är en däggdjursart som först beskrevs av Theodor von Heuglin 1865.  Crocidura fuscomurina ingår i släktet Crocidura och familjen näbbmöss. IUCN kategoriserar arten globalt som livskraftig. Inga underarter finns listade i Catalogue of Life.
Denna näbbmus förekommer i stora delar av Afrika söder om Sahara. Den saknas i regnskogarna vid Guineabukten och i Kongobäckenet. Habitatet utgörs främst av torra eller fuktiga savanner och andra gräsmarker med några buskar eller skogsdungar.
Arten blir med svans 9,0 till 11,5 cm lång och svanslängden är 3,6 till 4,9 cm. Djuret har 1,1 till 1,4 cm långa bakfötter, cirka 0,8 cm stora öron och en vikt av 4,2 till 6,8 g. Håren som bildar ovansidans päls är gråa vid roten, ljus rödbruna i mitten och ljusbruna vid spetsen vas som ger en spräcklig gråbrun päls. På undersidan är håren gråa med vita spetsar. Det förekommer hos underarten C. f. bicolor en tydlig gräns mellan svansens mörkbruna ovansida och den ljusare undersidan. Hos andra underarter är övergången stegvis. Svansen bär i främre delen längre styva hår.
Crocidura fuscomurina har en liten inre framtand per sida i överkäken. Bakom framtänderna finns i överkäken tre enkelspetsiga tänder varav den första är tydlig förstorad.
Arten äter olika insekter som den främst hittar i lövskiktet. Näbbmusen jagas själv av ugglor. Fortplantningen sker under den varma och fuktiga årstiden. En kull har 2 till 5 ungar.